# ザラアンコウ
ザラアンコウ（学名：Centrophryne spinulosa、そのままセントロフリネと呼ばれることもある）は、アンコウ目ザラアンコウ科に分類される魚類の一種。
ザラアンコウ科・ザラアンコウ属の唯一の種であり、胸鰭の骨は4つで、下鰓蓋骨前部に棘があり、雌雄ともに顎に短いひげがあるなど、さまざまな特徴によって他の深海アンコウと区別される。

## 分布・生息地
熱帯から亜熱帯海域に広く分布し、バハ・カリフォルニアからマルキーズ諸島、カリフォルニア湾までの太平洋、ニューギニア島、南シナ海、ベネズエラ、モザンビーク海峡などで記録がある。深さ650mから2000m以上の深海にて捕獲されている。深さ35mの地点で幼魚が捕獲されたこともある。

## 形態
雌は最大体長23 cmで、体は細長く、頭部と顎は大きく、長さは等しい。顎には大小の細長く反り返った歯がある。42 mm以上の個体では、両目の前に大きな楕円形の穴がある。眼球は皮膚の下にあり、半透明の部分を通して見える。体色は赤褐色から黒色で、皮膚は多数の棘で覆われている。吻には誘引突起(イリシウム)と擬餌状体(エスカ)が付いている。エスカは前方に扇形の突起があり、後方にも短い突起がある。顎には小さなひげがあるが、雌成魚では退化している。
雄はかなり小さく、暗褐色。体長は最大1.6 cmで、イリシウムとエスカを欠く。知られている標本はすべて未熟だが、大きな嗅覚器を持ち、吻の先端には3 - 4本の湾曲した歯を持つ。顎にひげを持つことから、他のすべての深海アンコウの雄と区別できる。幼魚は体長4.2 mmと7.5 mmで、体は太短く、皮膚は滑らかでない。

## 生態
雄は雌に付着し、融合する。本種の雌にペリカンアンコウの雄が付着しているのが発見されたが、組織は融合していなかったため、網の中で偶発的に起こったものとみられる。
顎ひげの機能は不明。他の深海性のアンコウで顎ひげを持つのはオニアンコウ科だけで、生物発光することが多い。